# 高山鹪鹩
，是雀形目鹪鹩科的一种鸟类，属于单型的高山鹪鹩属（学名：Thryorchilus）。
高山鹪鹩体重约14克，翼长约49.8毫米，喙宽度约2.5毫米，喙厚度约2.8毫米，嘴峰长约14.7毫米，跗蹠长约22毫米，尾长约34毫米。
高山鹪鹩是留鸟，栖息在森林，它们是食肉动物，主要以昆虫、蜘蛛等陆生无脊椎动物为食。

## 亚种
- Thryorchilus browni ridgwayi，分布在哥斯达黎加中部。
- Thryorchilus browni basultoi，分布在哥斯达黎加西南部。
- Thryorchilus browni browni，分布在巴拿马西部的山。[4]